# Hrabstwo Crawford (Illinois)

Piramida wieku hrabstwa

Hrabstwo Crawford - hrabstwo w USA, w stanie Illinois, według spisu z 2000 roku liczba ludności wynosiła 20 452. Siedzibą hrabstwa jest Robinson. 

## Historia
Hrabstwo Crawford zostało utworzone w 1816 z Hrabstwa Edward Wówczas miało ono obszar równy 1/4 stanu Illinois. W 1831 roku obszar ten został zredukowany do dzisiejszych granic. Nazwa hrabstwa powstała na cześć Williama H. Crawforda (1772 – 1834), ze stanu Georgia, Sekretarza Wojny  USA i Ministra Skarbu i Finansów. Hrabstwo Crawford było miejscem kilku bitew pomiędzy osadnikami i Indianami, jak również miejscem powieszenia jedynej kobiety w języku stanie Illinois.

## Geografia
Według spisu hrabstwo zajmuje powierzchnię 1 154 km², z czego 1 149 km² stanowią lądy, a 6 km² (0,49%) stanowią wody.

Stan Illinois na mapie USA

### Sąsiednie hrabstwa
- Hrabstwo Clark - północ
- Hrabstwo Sullivan - wschód
- Hrabstwo Knox - południowy wschód
- Hrabstwo Lawrence - południe
- Hrabstwo Richland - południowy zachód
- Hrabstwo Jasper - zachód

## Demografia
Według spisu z 2000 roku hrabstwo zamieszkuje 20 452, które tworzą 7 842 gospodarstw domowych oraz 5 450 rodzin. Gęstość zaludnienia wynosi 18 osób/km². Na terenie hrabstwa jest 8 785 budynków mieszkalnych o częstości występowania wynoszącej 8 budynków/km². Hrabstwo zamieszkuje 93,58% ludności białej, 4,53% ludności czarnej, 0,27% rdzennych mieszkańców Ameryki, 0,35% Azjatów, 0,01% mieszkańców Pacyfiku, 0,55% ludności innej rasy oraz 0,71% ludności wywodzącej się z dwóch lub więcej ras, 1,72% ludności to Hiszpanie, Latynosi lub inni.
W hrabstwie znajduje się 7 842 gospodarstw domowych, w których 30,60% stanowią dzieci poniżej 18 roku życia mieszkający z rodzicami, 57,80% małżeństwa mieszkające wspólnie, 8,60% stanowią samotne matki oraz 30,50% to osoby nie posiadające rodziny. 26,80% wszystkich gospodarstw domowych składa się z jednej osoby oraz 14,00% żyję samotnie i ma powyżej 65 roku życia. Średnia wielkość gospodarstwa domowego wynosi 2,41 osoby, a rodziny wynosi 2,91 osoby.
Przedział wiekowy populacji hrabstwa kształtuje się następująco: 22,80% osób poniżej 18 roku życia, 8,60% pomiędzy 18 a 24 rokiem życia, 28,90% pomiędzy 25 a 44 rokiem życia, 23,00% pomiędzy 45 a 64 rokiem życia oraz 16,60% osób powyżej 65 roku życia. Średni wiek populacji wynosi 39 lat. Na każde 100 kobiet przypada 107,30 mężczyzn. Na każde 100 kobiet powyżej 18 roku życia przypada 106,50 mężczyzn.
Średni dochód dla gospodarstwa domowego wynosi 32 531 dolarów, a średni dochód dla rodziny wynosi 40 418 dolarów. Mężczyźni osiągają średni dochód w wysokości 30 339 dolarów, a kobiety 21 604 dolarów. Średni dochód na osobę w hrabstwie wynosi 16 869 dolarów. Około 8,50% rodzin oraz 11,20% ludności żyje poniżej minimum socjalnego, z tego 15,00% poniżej 18 roku życia oraz 8,40% powyżej 65 roku życia.

## Miasta
- Robinson

## CDP
- Annapolis
- West York

## Wioski
- Flat Rock
- Hutsonville
- Oblong
- Palestine
- Stoy